# 橋口泰重
橋口 泰重（はしぐち やすしげ、天文12年（1543年） - 寛永2年3月9日（1625年4月15日））は戦国時代から江戸時代前期にかけての薩摩国島津氏の中間。元の姓は上野で、通称は甚三郎、対馬介。父は上野泰芳。弟は上野泰房。

## 生涯
父の泰芳は永正6年（1509年）に京都より薩摩国へ下向し伊集院（現・鹿児島県日置市伊集院町）に住んだ人物で、泰重は島津義弘の中間として仕えた。義弘の合戦には供をし、元亀3年（1572年）の木崎原の戦いにて義弘を救った膝突栗毛の世話役も仰せ付かっている。
文禄・慶長の役にも同行したが、泗川の戦いのあった頃のこと、義弘の三男である忠恒がとある橋を渡ろうとした際に泰重がその橋が危険であると、忠恒の馬の轡を取って渡るのを引き留めた。これに忠恒は立腹し鞭で泰重を打ち据えたが、泰重は出血しながらも尚もそれを留めるという事があった。事実、その橋は間もなくして落ちたのであるが、義弘は忠恒を救った功として、泰重に以後より橋口氏を名乗らせた。
慶長5年（1600年）の関ヶ原の戦いでも義弘に同行し、薩摩国への退却の途上で伊賀国を通った際に、どこからか菊形の銚子を盗み取ってきて、それで義弘の為に飯を炊いている。
寛永2年（1625年）に病死した。享年83、法名は「重山宗珍上坐」（系図では慶安2年（1649年）に死去し、享年89とする）。帖佐（現・鹿児島県姶良市帖佐）の亀泉院に葬られた。亀泉院は廃仏毀釈により廃寺となったが、泰重の墓はその妻の墓共々、膝突栗毛の墓の傍に現存している。